# Femminilizzazione (BDSM)

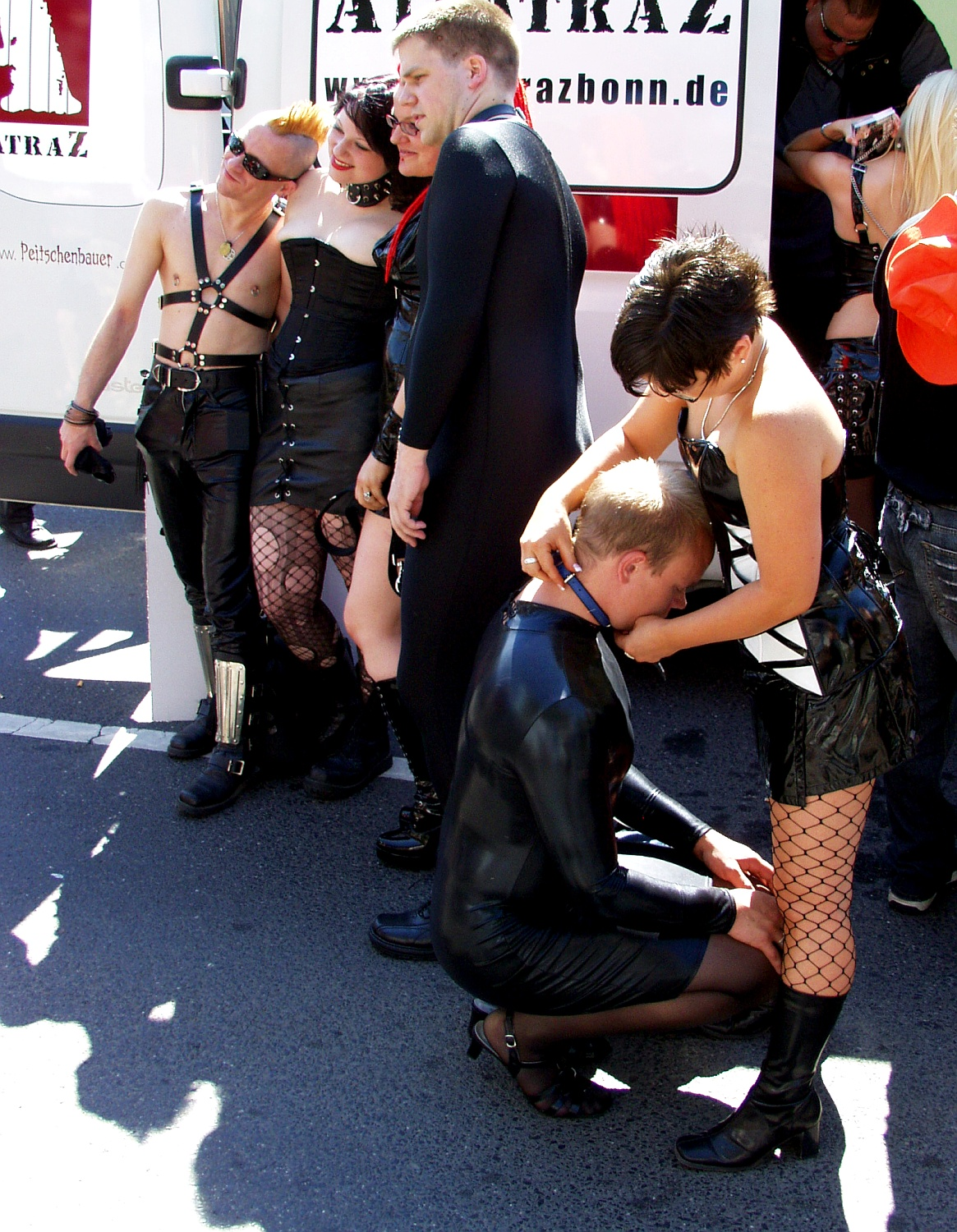
Mistress e slave.

Con il termine femminilizzazione si intende (in un contesto BDSM) descrivere la pratica, soprattutto in femdom (dominanza femminile) di far cambiare ruolo di genere al maschio sottomesso. Solitamente viene realizzato tramite crossdressing, dove il maschio è vestito in abiti femminili; ma anche assumendo compiti, comportamenti e ruoli apertamente femminili, adottandone manierismi, posture e modi di agire. Spesso paragonato a una forma di masochismo, più psicologico che fisico, dove il piacere si ottiene principalmente dalla ricerca del senso di vergogna proveniente dall'umiliazione ricevuta.
La femminilizzazione non ha nulla a che vedere col concetto di effeminatezza il quale denota invece la femminilità naturale/innata di comportamento, nell'aspetto o nell'atteggiamento, in molti maschi.

## Abbigliamento
La femminilizzazione avviene innanzitutto indossando lingerie (biancheria intima da donna), calze e giarrettiera, con aggiunta di corsetto, scarpe a tacco alto e make up o abbigliamento in latex se vi è anche una connotazione fetish.

## Modelli
Questa evirazione psicologica (le fantasie di castrazione hanno parte notevole in ciò) può essere accompagnata dallo spanking (sculacciata erotica) e dal caning (bastonatura); l'abbigliamento può essere quello tradizionale appartenente al ruolo di sottomissione femminile, ossia da studentessa, segretaria o cameriera, ma può anche variare di molto all'interno dell'ageplay (come figlia disubbidiente adolescente etc.).
"Sissy" è chiamato, all'interno del gioco sadomaso (diversamente dall'utilizzo omosessuale della parola) il maschio che indossa vestiti molto infantili o da ragazzina (girlish) come slip, mutandine frilly, crinolina, braccialetti e altra oggettistica adolescenziale. Importante, oltre allo scambio di sesso, è qui l'assunzione di un'età molto giovane. In ultima analisi, essere costretto a vestirsi come una donna rafforza nell'uomo la sensazione di umiliazione, necessaria per lo sviluppo del gioco erotico.

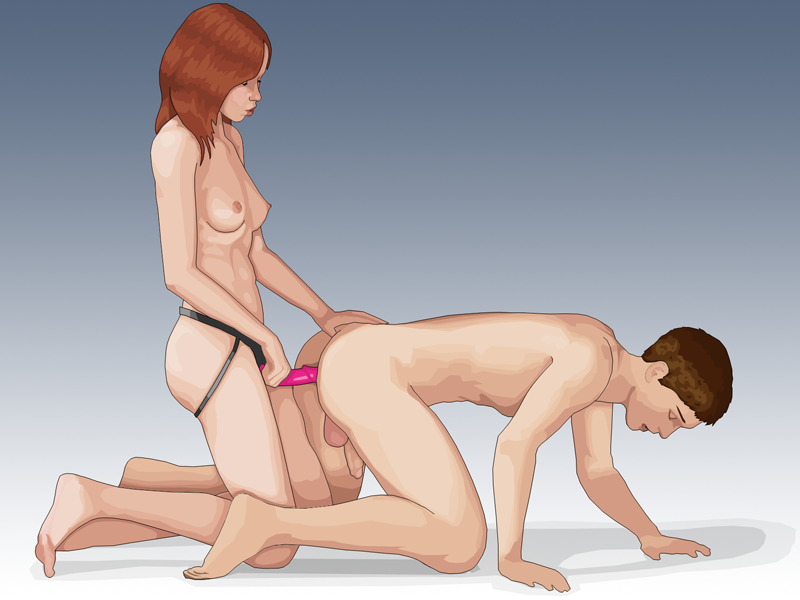
Illustrazione di un pegging: la donna pratica la posizione da dietro sull'uomo.

## Femminilizzazione forzata[1]
La femminilizzazione forzata (ma pur sempre Safe, Sane and Consensual)  può invece anche includere il sesso anale, in cui il maschio viene penetrato dalla donna che indossa uno Strap-on dildo (a volte chiamato pegging), oppure la penetrazione da parte di un altro uomo o gruppo di maschi usando i loro peni o un butt plug o altri tipi di giocattolo sessuale di tipo anale-penetrante.
Il sesso anale viene utilizzato in quanto percepito come massima femminilizzazione possibile per un maschio; lo status di sottomesso induce automaticamente ad assumere poi anche il ruolo passivo durante il vero e proprio rapporto sessuale.
Un'altra pratica comune della femminilizzazione consiste nel controllo e negazione dell'orgasmo da parte della Mistress, spesso attraverso l'uso di una cintura di castità per uomini detta "gabbia del pene".